# Marguerite Thomann
Pour les articles homonymes, voir Thomann.
Marguerite Thomann, née le 16 septembre 1927 à Mulhouse, est une joueuse française de basket-ball.

## Biographie
Marguerite Thomann, sœur de deux handballeurs internationaux, débute en 1943 à l'Espérance de Mulhouse avant de rejoindre le Mulhouse BC. Elle rejoint l'équipe de France féminine de basket-ball en 1951, effectuant son premier match en amical contre la Belgique. 